# بريت دين
بريت دين (بالإنجليزية: Brett Dean)‏ هو موزع وملحن أسترالي، ولد في 23 أكتوبر 1961 في بريزبان في أستراليا.

## وصلات خارجية
- بريت دين على موقع ميوزك برينز (الإنجليزية)
- بريت دين على موقع أول ميوزيك (الإنجليزية)
- بريت دين على موقع ديسكوغز (الإنجليزية)